# Xã Green, Quận Adams, Ohio
Xã Green (tiếng Anh: Green Township) là một xã thuộc quận Adams, tiểu bang Ohio, Hoa Kỳ. Năm 2010, dân số của xã này là 651 người.